# Gliese 581 g
Gliese 581 g ist die Bezeichnung für einen vorgeschlagenen Exoplaneten um Gliese 581, der nach neueren Analysen wahrscheinlich nicht existiert.

## Geschichte

### Bekanntgabe
Die Entdeckung von Gliese 581 g wurde im September 2010 bekannt gegeben. Die Analyse stützte sich auf 122 Beobachtungen der Radialgeschwindigkeit des Sterns Gliese 581 über den Zeitraum von 11 Jahren mit dem HIRES Spektrometer des Keck-Observatoriums auf dem Mauna Kea, Hawaii, die mit Beobachtungen des HARPS-Spektrographen des La-Silla-Observatoriums kombiniert wurden. Früh kamen Zweifel an der behaupteten Existenz auf. Schließlich konnte gezeigt werden, dass die statistische Analyse in der Veröffentlichung der Entdeckung Unzulänglichkeiten aufweist.

### Behauptete Eigenschaften
Die behauptete Masse des Exoplaneten betrug mindestens 3,1 Erdmassen mit einer angenommenen Obergrenze bei ungefähr 4,3 Erdmassen; der Orbit sollte eine große Halbachse von etwa 0,15 AE und eine Umlaufzeit von knapp 37 Tagen aufweisen. Damit würde er in der habitablen Zone liegen, könnte also potentiell über flüssiges Wasser verfügen, wobei aber eine gebundene Rotation wahrscheinlich wäre. Er wurde auch als möglicherweise erdähnlichster bisher bekannter Exoplanet bezeichnet.

### Reanalyse der Daten
Eine erneute Analyse der Daten durch weitere Wissenschaftler, veröffentlicht am 5. Januar 2011, konnte die Existenz eines Exoplaneten mit den behaupteten Eigenschaften nicht bestätigen. Hierzu wurden Modelle für ein theoretisches Planetenmodell von einem bis zu sechs Planeten simuliert. Die Analyse der HARPS-Daten zeigt, dass fünf Planeten relativ sicher nachzuweisen sind. Die Daten für Gliese 581 b–e sind plausibel, die für Gliese f noch unsicher. Für einen sechsten Planeten konnte kein Anhaltspunkt gefunden werden. Die HARPS-Daten schließen somit Gliese 581 g mit den ursprünglich veröffentlichten Werten aus.
Da Verschiebungen des Lichtspektrums auch durch Prozesse auf dem Stern selbst verursacht werden können, wie beispielsweise bei magnetischen Ausbrüchen oder großen Sonnenflecken, haben 2014 Paul Robertson und Kollegen von der Pennsylvania State University in University Park die spektralen Daten von Gliese 581 noch einmal genauer analysiert und Verschiebungen durch stellare Aktivitäten aus dem Signal herausgerechnet. Im Ergebnis verschwanden die Signale für die bislang vermuteten beiden erdähnlichen Planeten Gliese 581 g und Gliese 581 d und ließen sich nicht mehr vom Hintergrundrauschen unterscheiden. Für den Roten Zwerg Gliese 581 können nach diesen Erkenntnissen statt sechs nurmehr noch drei Planeten als nachgewiesen gelten, von denen keiner ein lebensfreundlicher Erdzwilling ist.